# Mount Saint John (Wyoming)
Der Mount Saint John ist ein Berg im Grand-Teton Nationalpark im Westen des US-Bundesstaates Wyoming. Er hat eine Höhe von 3485 m und ist Teil der Teton Range in den Rocky Mountains. Er erhebt sich unmittelbar westlich der Seen String Lake und Jenny Lake und liegt südlich des Paintbrush Canyons und nördlich des Hanging Canyons. Im Hanging Canyon liegt der kleine Bergsee Lake of the Crags. Der Rockchuck Peak liegt 800 m nördlich des Mount Saint John, Symmetry Spire rund 1 km südöstlich und Rock of Ages rund 1 km südlich. Der Berg ist von nahezu allen Punkten im Tal Jackson Hole aus sichtbar, da er sich direkt über die Hochebene erhebt und ähnlich wie Grand Teton oder Mount Moran die Teton Range flankiert. Der Gipfel des Mount Saint John kann über einen unmarkierten Weg durch den Hanging Canyon erreicht werden.

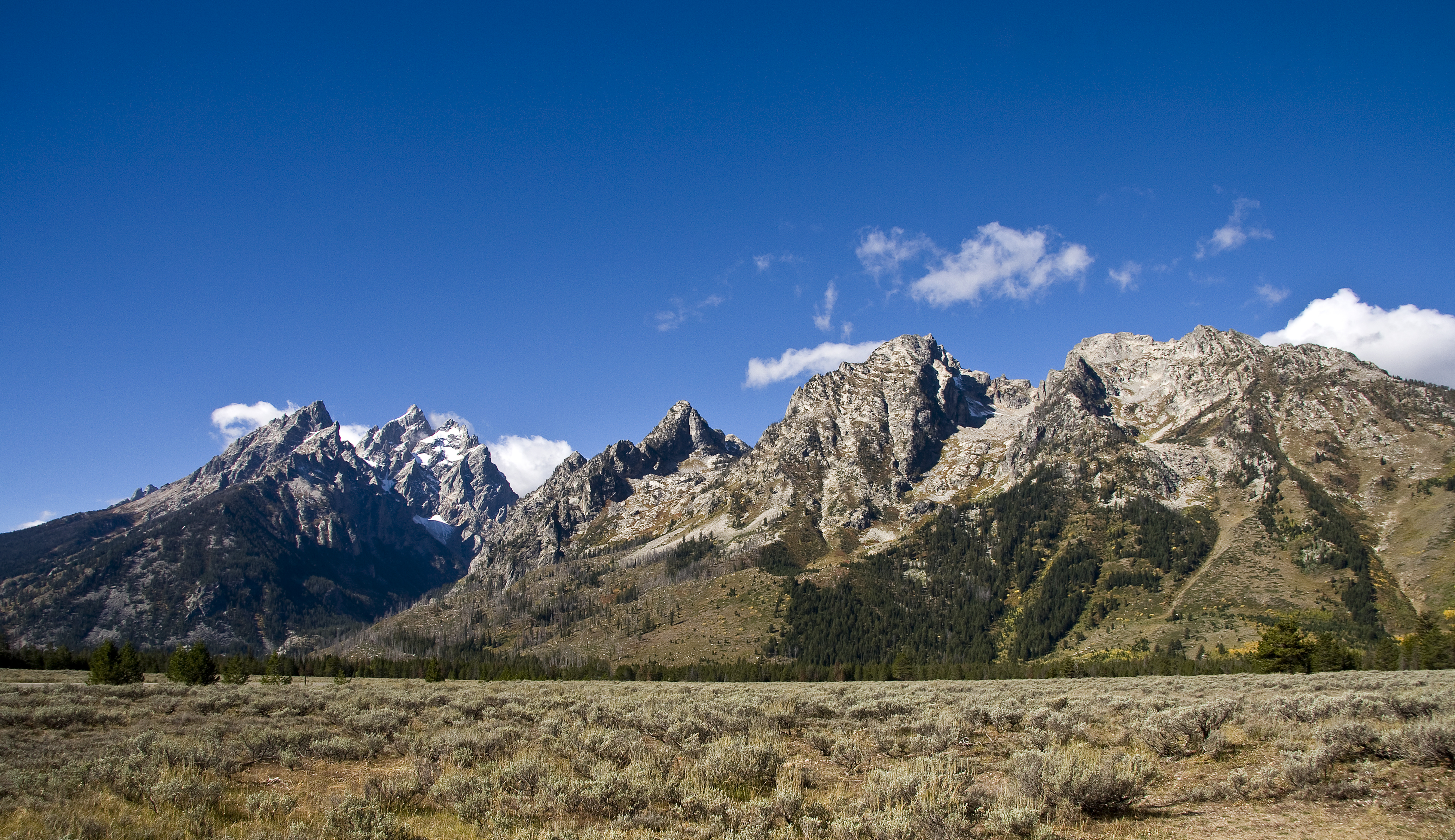
Teton Range, von links nach rechts: Cathedral Group (Teewinot Mountain, Grand Teton, Mount Owen), Cascade Canyon, Symmetry Spire, Hanging Canyon, Mount Saint John und Rockchuck Peak

## Belege
1. ↑  Geonames: Mount Saint John. Abgerufen am 13. März 2021.
2. ↑  Peakbagger: Mount Saint John. Abgerufen am 13. März 2021.
3. ↑  Naturalatlas: Mount Saint John. Abgerufen am 13. März 2021 (englisch).
4. ↑  Summitpost: Mount St. John : Climbing, Hiking & Mountaineering. Abgerufen am 13. März 2021.